# 2041
2041 рік — невисокосний рік, що розпочинається у вівторок за григоріанським календарем. До цього року діє мораторій на видобування корисних копалин в Антарктиді.

## Події
- 10 березня — проходження комети 14P/Вольфа біля Юпітера. Діаметр ядра комети оцінюється в 4,6 км.
- 30 квітня — повне сонячне затемнення пройде на території Анголи, Уганди, Кенії, Сомалі.
- 25 жовтня — кільцеоподібне сонячне затемнення пройде по території Японії та Китаю.
- ВВП Китаю може перевищити ВВП США, на думку експертів банку Goldman Sachs Group (США) і консалтингової фірми Price Waterhouse Coopers.